# Grécia nos Jogos Olímpicos de Inverno de 1976
Grécia participou dos Jogos Olímpicos de Inverno de 1976, realizados em Innsbruck, na Áustria. 
Foi a oitava aparição do país nos Jogos Olímpicos de Inverno, onde foi representado por quatro atletas, todos eles homens, que competiram em dois esportes.

## Competidores
Esta foi a participação por modalidade nesta edição:
| Esporte             | Masculino | Feminino | Total |
| ------------------- | --------- | -------- | ----- |
| Esqui alpino        | 2         | 0        | 2     |
| Esqui cross-country | 2         | 0        | 2     |
| Total               | 4         | 0        | 4     |

## Desempenho

### Esqui alpino
Masculino
| Atleta           | Evento         | Descida 1 | Descida 1 | Descida 2 | Descida 2 | Total   | Total | Ref.  |
| Atleta           | Evento         | Tempo     | Pos.      | Tempo     | Pos.      | Tempo   | Pos.  | Ref.  |
| ---------------- | -------------- | --------- | --------- | --------- | --------- | ------- | ----- | ----- |
| Thomas Karadimas | Downhill       | —         | —         | —         | —         | 2:14.69 | 65º   | [ 3 ] |
| Thomas Karadimas | Slalom gigante | 2:19.06   | 80º       | 2:34.57   | 50º       | 4:53.63 | 50º   | [ 4 ] |
| Thomas Karadimas | Slalom         | DNF       | DNF       | DNF       | DNF       | DNF     | DNF   | [ 5 ] |
| Spyros Theodorou | Downhill       | —         | —         | —         | —         | 2:17.08 | 66º   | [ 3 ] |
| Spyros Theodorou | Slalom gigante | 2:12.79   | 77º       | 2:16.29   | 49º       | 4:29.08 | 49º   | [ 4 ] |
| Spyros Theodorou | Slalom         | DNF       | DNF       | DNF       | DNF       | DNF     | DNF   | [ 5 ] |

### Esqui cross-country
Masculino
| Atleta                   | Evento | Tempo      | Pos. | Ref.  |
| ------------------------ | ------ | ---------- | ---- | ----- |
| Athanasios Koutsogiannis | 15 km  | 1:07:49.43 | 78º  | [ 6 ] |
| Athanasios Koutsogiannis | 30 km  | 2:21:20.64 | 67º  | [ 7 ] |
| Efstathios Vogdanos      | 15 km  | 1:05:51.28 | 75º  | [ 6 ] |
| Efstathios Vogdanos      | 30 km  | DNF        | DNF  | [ 7 ] |

Legenda
| Recorde mundial      | Recorde mundial (World record)               |                       | Recorde africano                      | Recorde africano (African) |                                           | Q | Classificado por posição (Qualified) |
| Recorde olímpico     | Recorde olímpico (Olympic record)            | Recorde da América    | Recorde da América (Americas)         | q                          | Classificado por melhor tempo (Qualified) |   |                                      |
| Melhor marca do ano  | Melhor marca do ano (World leading)          | Recorde asiático      | Recorde asiático (Asian)              | DNS                        | Não largou (Did not start)                |   |                                      |
| Recorde nacional     | Recorde nacional (National record)           | Recorde europeu       | Recorde europeu (European)            | DNF                        | Não terminou (Did not finish)             |   |                                      |
| Recorde pessoal      | Recorde pessoal do atleta (Personal best)    | Recorde da Oceania    | Recorde da Oceania (Oceania)          | DSQ / DQ                   | Desclassificado (Disqualified)            |   |                                      |
| Recorde da temporada | Recorde da temporada do atleta (Season best) | Recorde sul-americano | Recorde sul-americano (South America) | NM                         | Sem marca (No mark)                       |   |                                      |